# ジェシカ・ブリーチ
ジェシカ・ブリーチ (Jessica Breach、1997年11月4日 - ) は、イングランドの女子ラグビーユニオン選手。

## プロフィール
- イングランド・チチェスター出身[1]。
- ポジションはウィング(WTB)。
- 身長 168cm、体重 73kg
- 女子イングランド代表キャップは22（2022年12月現在）。

## 略歴
2022年、ラグビーワールドカップ2021の女子イングランド代表に選ばれて、レッド・ローズ2大会連続準優勝に貢献。